# Sally Wheeler
Sally Wheeler, née le 19 mai 1970 à Winter Haven (Floride), est une actrice de télévision américaine, qui s'est fait connaître dans la série Les jumelles s'en mêlent dans le rôle de Carrie Moore, la baby-sitter des sœurs jumelles Mary Kate et Ashley Burke interprétées par les fameuses sœurs jumelles Mary-Kate et Ashley Olsen. 

## Filmographie
1. Blue Bloods  dans le rôle du médecin (2012) (saison 3 , épisode 10)
2. Lipstick Jungle : Les Reines de Manhattan dans le rôle de Alice (2008) (épisode 10)
3. The Science of Love dans le rôle de Sydney (2005)
4. Last Laugh (TV) dans le rôle de Victoria Worthington (2003)
5. The End of the Bar  dans le rôle de Sabrina Duncan (2002)
6. Ed dans le rôle de Danielle Boutros (2002) (épisode 18)
7. Spin City dans le rôle de Susan (2001) (épisode 14)
8. Les jumelles s'en mêlent dans le rôle de Carrie Moore (1998-1999)
9. As the World Turns dans le rôle de Wendy (1998)